# Harvey Cushing
Harvey Williams Cushing, född 8 april 1869 i Cleveland, död 7 oktober 1939 i New Haven, var en amerikansk neurokirurg. 
Efter studier vid Yale och Harvard University blev Cushing professor, först vid Johns Hopkins University och senare vid Harvard. Efter allmän kirurgisk utbildning och studier i Europa blev han neurokirurg. Genom omfattande studier av nervsystemets anatomi och genom att på sina operationsfall själv ställa den neurologiska diagnosen och att utveckla den operativa tekniken fullföljde och förfinade Cushing Victor Horsleys pionjärverk. Med detta lade han grunden till den moderna neurokirurgin.
Under första världskriget tjänstgjorde han på ett amerikanskt sjukhus i Neuilly utanför Paris.
Cushing var den förste som 1932 beskrev de sjukdomssymptom som sedan fick bära hans namn, Cushings syndrom. Han bedrev också omfattande undervisning och handledning så att även en rad av Europas främsta neurologer utbildades vid hans klinik.
Cushing var även en framstående kännare av medicinens historia samt boksamlare och författade ett flertal betydelsefulla monografier bland vilka särskilt märks en över William Osler.
Cushing invaldes 1934 som utländsk ledamot av Kungliga Vetenskapsakademien.